# Nationale Tentoonstelling van Vrouwenarbeid 1898

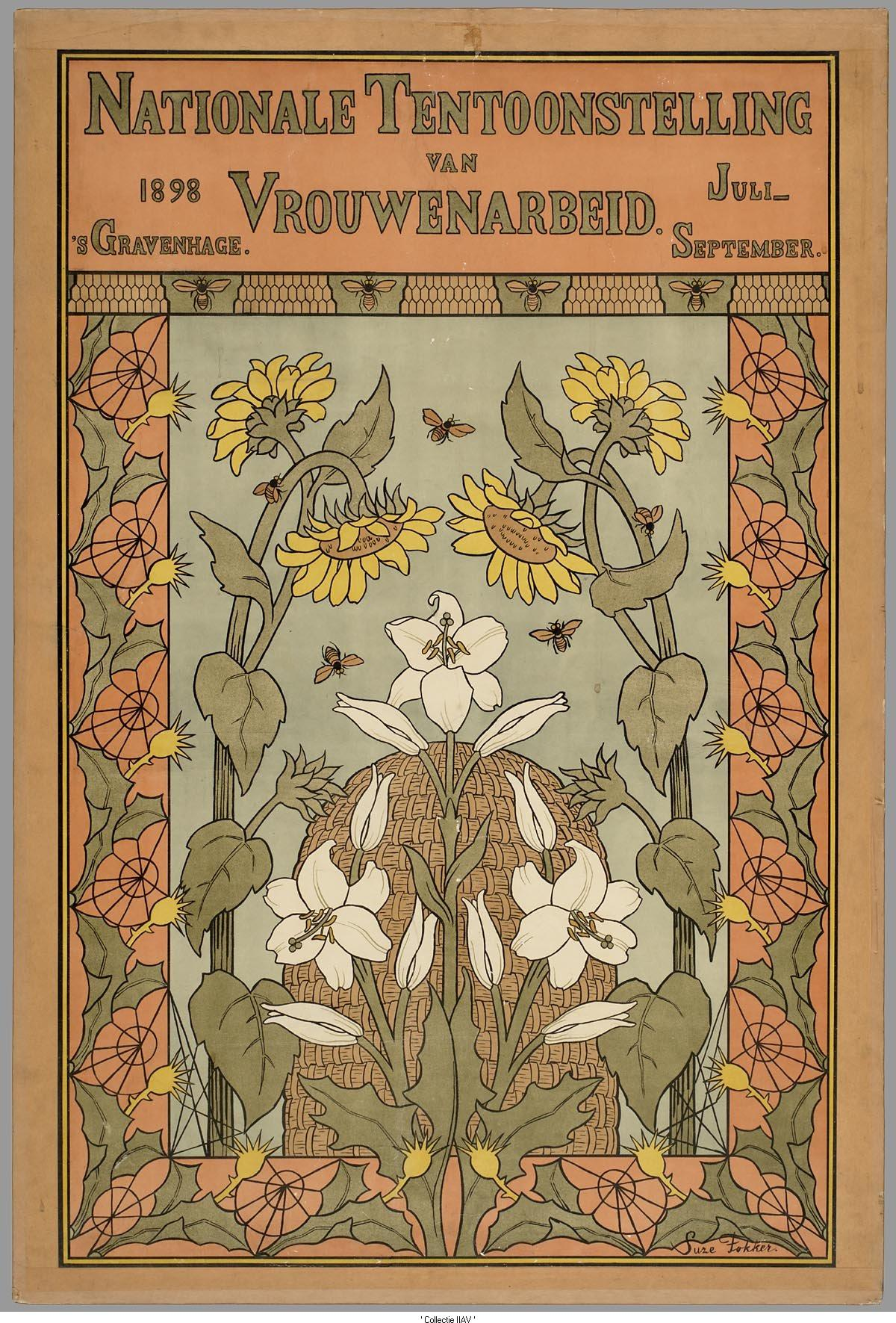
Aankondigingsposter Nationale Tentoonstelling van Vrouwenarbeid 1898, ontwerp Suze Fokker (Collectie IAV, Atria)

Het Paviljoen Voeding. Foto: Anna Clasina Leijer (Collectie IAV - Atria)

De Nationale Tentoonstelling van Vrouwenarbeid 1898 vond plaats in Den Haag in 1898.
Op de tentoonstelling, die op 9 juli 1898 werd geopend, was een doorlopend programma van voordrachten (zang, dans en toneel) en lezingen. Er werden ook voorwerpen geëxposeerd (tot machines toe, bijvoorbeeld uit textielfabrieken, waar veel vrouwen werkzaam waren) en men verzamelde gegevens betreffende werk verricht door vrouwen. Hieraan werd veel aandacht besteed; de verslagen die hiervan het resultaat waren, lagen op de tentoonstelling ter inzage. 
Er werden producten getoond die door vrouwen gemaakt waren en er was aandacht voor de arbeidsomstandigheden waaronder vrouwen moesten werken. De organisatrices wilden de arbeid van vrouwen bevorderen. Bovendien wilden zij lonen en arbeidsvoorwaarden verbeteren. 
De tentoonstelling werd gehouden in een speciaal daarvoor opgetrokken gebouw aan de Scheveningseweg in Den Haag, dat ter beschikking was gesteld door Adriaan Goekoop. Tijdens de anderhalf jaar durende periode van voorbereiding werd het tentoonstellingsgebouw gebouwd. Het bestuur had hiervoor de architect J.J. van Nieukerken aangetrokken; een vrouwelijke architect bleek niet te vinden. Het tuinontwerp voor het tentoonstellingsterrein werd gemaakt door de ‘rubriekcommissie Bloemenvak’, waarvan Cornelia Pompe vice-presidente was. Ook Jacoba Hingst, later oprichter van de Eerste Tuinbouwschool voor meisjes Huis te Lande, behoorde tot deze commissie, die in lezingen op de tentoonstelling het belang van een vakopleiding voor meisjes onder de aandacht bracht.
De tentoonstelling was een groot succes en trok 90.000 bezoekers. Van de belangrijkste gebeurtenissen op de tentoonstelling werd verslag gedaan in het blad Vrouwenarbeid, waarvan de uitgave werd verzorgd door de rubriekcommissie Letteren en Wetenschap; het blad stond onder redactie van Johanna W.A. Naber.

## Geschiedenis

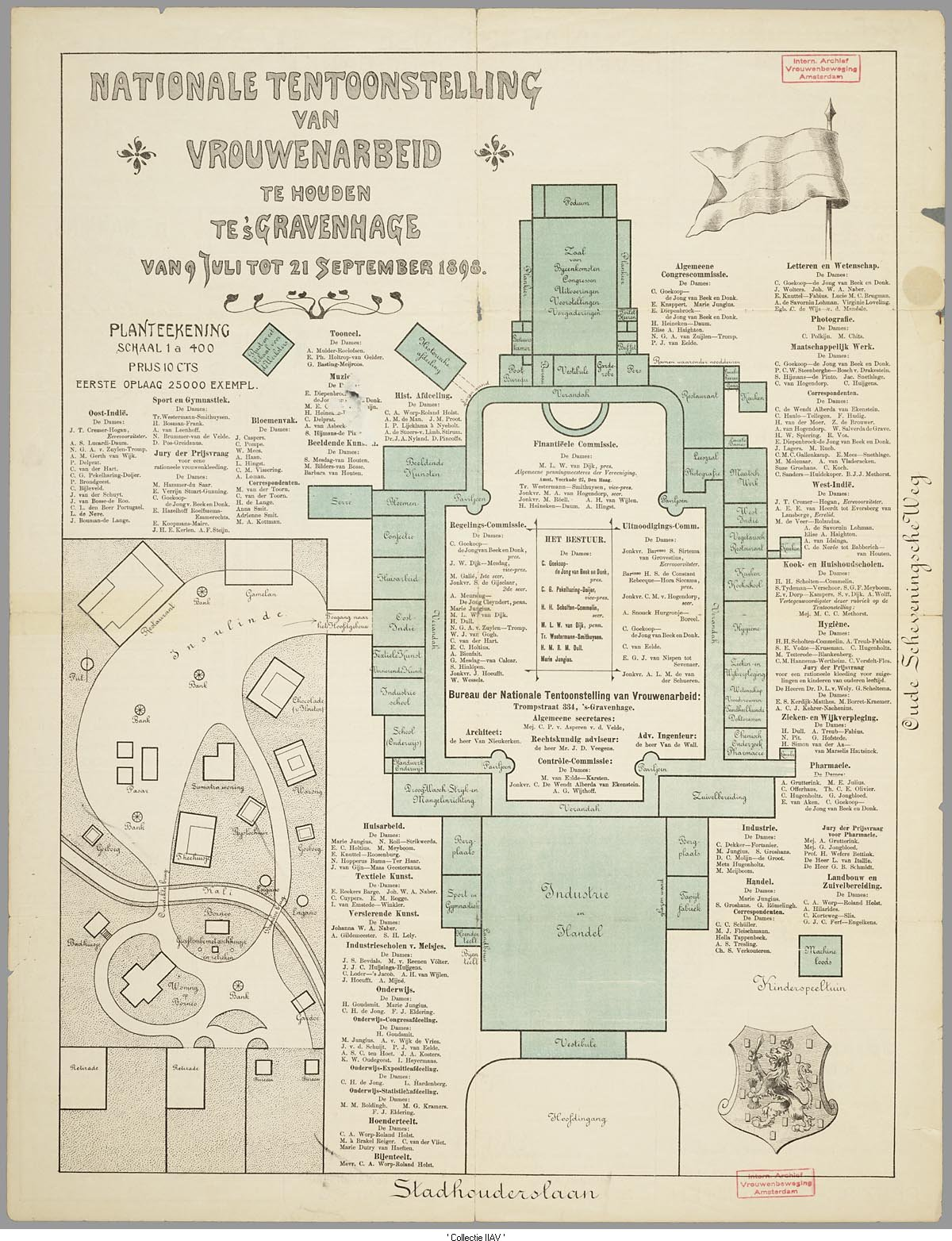
"Planteekening" Nationale Tentoonstelling van Vrouwenarbeid 1898 (Collectie IAV, Atria)

Loterij Nationale Tentoonstelling van Vrouwenarbeid 1898, ontwerp Jan Toorop

Het initiatief voor de Nationale Tentoonstelling van Vrouwenarbeid werd genomen in de zomer van 1895 door Catharina Agatha Worp-Roland Holst (1854 - 1934), Cato Pekelharing-Doijer (1858-1913) en Dientje Dull (1854-1941). Later schaarden zich ook Hendrina Scholten-Commelin uit Amsterdam en Bertha Levysohn Norman en Cécile Goekoop-de Jong van Beek en Donk achter het plan. Zij wilden een tentoonstelling organiseren in 1898, het jaar waarin koningin Wilhelmina zou worden ingehuldigd. Zij vonden dit feit van grote betekenis voor de arbeid van de vrouw en verwachtten grote belangstelling in verband met de inhuldiging.
Op 26 juni 1896 werd de Vereeniging Nationale Tentoonstelling van Vrouwenarbeid opgericht. Het doel van de Vereeniging was volgens de statuten "de uitbreiding van de werkkring van de vrouw in Nederland te bevorderen". Men wilde op de tentoonstelling aan vrouwen de gelegenheid geven tot het uitoefenen van bedrijven, tot het houden van bijeenkomsten ter bespreking van al hetgeen bevorderlijk kan zijn aan de uitbreiding van de werkkring der vrouw in Nederland en tot het organiseren van muziek- en andere uitvoeringen.
De Vereeniging werd opgeheven op 30 juni 1901. Met de winst uit de tentoonstelling van twintigduizend gulden werd in 1901 het Nationaal Bureau voor Vrouwenarbeid opgericht. Marie Jungius had daarvoor al een plan ingediend. 

### Chronologie
- Zomer 1895: initiatief voor de Nationale Tentoonstelling van Vrouwenarbeid
- 26 juni 1896: Oprichting Vereeniging Nationale Tentoonstelling van Vrouwenarbeid
- 9 juli – 21 september 1898: Nationale Tentoonstelling van Vrouwenarbeid
- 30 juni 1901: Opheffing Vereeniging Nationale Tentoonstelling van Vrouwenarbeid
- 1901: Oprichting Nationaal Bureau voor Vrouwenarbeid

Ter gelegenheid van het 50-jarig jubileum van de vorstin, vond in 1948 de tentoonstelling De Nederlandse Vrouw 1898-1948 plaats.

## Afbeeldingen
De afbeeldingen zijn afkomstig uit de Collectie IAV van Atria, kennisinstituut voor emancipatie en vrouwengeschiedenis.

Het hoofdgebouw. Foto:  Anna Clasina Leijer
De grote zaal. Foto: onbekend
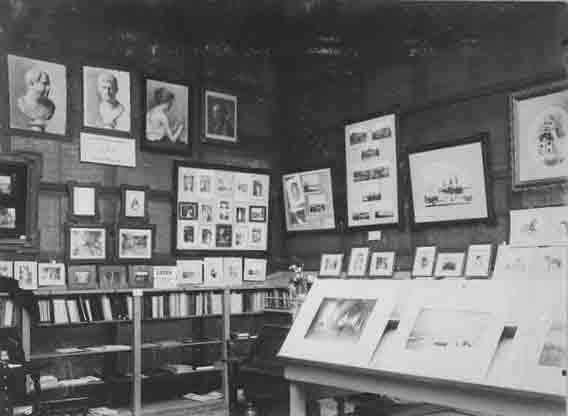
De fotografie- en leeszaal. Foto: Anna Clasina Leijer
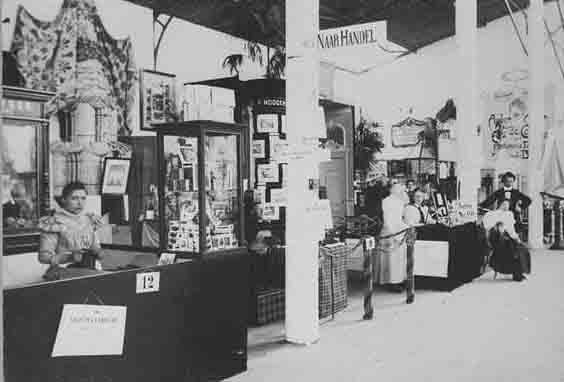
Sigarenmaakster op de tentoonstelling. Foto: Anna Clasina Leijer
Het restaurant. Foto: onbekend
De regelingscommissie. Foto: Charlotte Polkijn